# مارکو پوپوویچ
مارکو پوپوویچ (کرواتی: Marko Popović؛ زادهٔ ۱۲ ژوئن ۱۹۸۲) بازیکن بسکتبال اهل کرواسی بود.
از باشگاه‌هایی که در آن بازی کرده‌است می‌توان به سیبونا زاگرب، باشگاه ورزشی افس پیلسن، و باشگاه بسکتبال والنسیا اشاره کرد.
وی در مسابقات کشوری و بین‌المللی در مجموع برندهٔ ۱ مدال نقره شده‌است.